# Mike Maignan
Mike Maignan (Cayenne, 1995. július 3. –) francia válogatott labdarúgó, az AC Milan játékosa.

## Pályafutása

### Klubcsapatokban
2003-ban került a Villiers le Bel JS korosztályos csapatához, majd 2009-ben a Paris Saint-Germain akadémiájába távozott. 2013. június 4-én aláírta a klubbal az első profi szerződését, de továbbra is a tartalékok között vették számításba. December 18-án először kapott az első csapatban lehetőséget tétmérkőzésen a kispadon a Saint-Étienne elleni kupatalálkozón. 2015 augusztusában ötéves szerződést kötött a Lille csapatával. Szeptember 18-án debütált a Stade Rennais elleni bajnoki mérkőzésen a 71. percben Jaszin Benzia cseréjeként, miután Vincent Enyeama piros lapot kapott, majd Paul-Georges Ntep büntetőjét kivédte. A 2017-18-as szezontól lett csapata első számú kapusa. 2017. augusztus 13-án az RC Strasbourg ellen kiállították, miután Benjamin Corgnettel keveredett szóváltásba, majd a labdával fejbe dobta ellenfelét. A következő szezonban csapata minden bajnokiján ő állt a kapuban, a Lille második helyen végzett a bajnokságban a Paris Saint-Germain mögött, Maignant pedig az év kapusának választották. A 2020–2021-es szezonban bajnoki címet nyert a csapattal, az utolsó fordulóig kiélezett versenyfutásban a párizsiakkal. Maignan 21 bajnokin őrizte meg kapuját a bekapott góltól, ezzel nem sokkal maradt el a Ligue 1 vonatkozó rekordjától. 2021. május 27-én ötéves szerződést írt alá az AC Milan csapatával, amely szerződés július 1-jével lép hatályba.

### A válogatottban
Többszörös francia korosztályos válogatott. Első számú kapusa volt a 2012-es U17-es labdarúgó-Európa-bajnokságon résztvevő válogatottnak. 2019. június 2-án kapott először lehetőséget a felnőttek között a Bolívia elleni felkészülési mérkőzésen, de a csak a kispadon. 2020. október 7-én mutatkozott be Ukrajna ellen 7–1-re megnyert találkozón, egy félidőt kapott. 2021. május 18-án bekerült Didier Deschamps 26 tagú keretébe, amely a 2020-as labdarúgó-Európa-bajnokságra készül. 2024. május 16-án bekerült a 2024-es labdarúgó-Európa-bajnokságra utazó 25 fős keretbe.

## Statisztika
2024. április 22-én frissítve.
| Klub     | Szezon   | Bajnokság  | Bajnokság | Bajnokság | Kupa  | Kupa  | Ligakupa | Ligakupa | Nemzetközi | Nemzetközi | Egyéb | Egyéb | Összesen | Összesen |
| Klub     | Szezon   | Osztály    | Mérk.     | Gólok     | Mérk. | Gólok | Mérk.    | Gólok    | Mérk.      | Gólok      | Mérk. | Gólok | Mérk.    | Gólok    |
| -------- | -------- | ---------- | --------- | --------- | ----- | ----- | -------- | -------- | ---------- | ---------- | ----- | ----- | -------- | -------- |
| PSG II   | 2012–13  | National 2 | 2         | 0         | —     | —     | —        | —        | —          | —          | —     | —     | 2        | 0        |
| PSG II   | 2013–14  | National 2 | 19        | 0         | —     | —     | —        | —        | —          | —          | —     | —     | 19       | 0        |
| PSG II   | 2014–15  | National 2 | 21        | 0         | —     | —     | —        | —        | —          | —          | —     | —     | 21       | 0        |
| PSG II   | Összesen | Összesen   | 42        | 0         | 0     | 0     | 0        | 0        | 0          | 0          | 0     | 0     | 42       | 0        |
| PSG      | 2013–14  | Ligue 1    | 0         | 0         | 0     | 0     | 0        | 0        | 0          | 0          | —     | —     | 0        | 0        |
| PSG      | 2014–15  | Ligue 1    | 0         | 0         | 0     | 0     | 0        | 0        | 0          | 0          | —     | —     | 0        | 0        |
| PSG      | Összesen | Összesen   | 0         | 0         | 0     | 0     | 0        | 0        | 0          | 0          | 0     | 0     | 0        | 0        |
| Lille II | 2015–16  | National 3 | 8         | 0         | —     | —     | —        | —        | —          | —          | —     | —     | 8        | 0        |
| Lille II | 2016–17  | National 2 | 2         | 0         | —     | —     | —        | —        | —          | —          | —     | —     | 2        | 0        |
| Lille II | 2017–18  | National 2 | 0         | 0         | —     | —     | —        | —        | —          | —          | —     | —     | 0        | 0        |
| Lille II | Összesen | Összesen   | 10        | 0         | 0     | 0     | 0        | 0        | 0          | 0          | 0     | 0     | 10       | 0        |
| Lille    | 2015–16  | Ligue 1    | 4         | 0         | 0     | 0     | 1        | 0        | —          | —          | —     | —     | 5        | 0        |
| Lille    | 2016–17  | Ligue 1    | 7         | 0         | 4     | 0     | 1        | 0        | —          | —          | —     | —     | 12       | 0        |
| Lille    | 2017–18  | Ligue 1    | 34        | 0         | 1     | 0     | 1        | 0        | —          | —          | —     | —     | 36       | 0        |
| Lille    | 2018–19  | Ligue 1    | 38        | 0         | 3     | 0     | 1        | 0        | —          | —          | —     | —     | 42       | 0        |
| Lille    | 2019–20  | Ligue 1    | 28        | 0         | 3     | 0     | 0        | 0        | 6          | 0          | —     | —     | 37       | 0        |
| Lille    | 2020–21  | Ligue 1    | 38        | 0         | 2     | 0     | —        | —        | 8          | 0          | —     | —     | 48       | 0        |
| Lille    | Összesen | Összesen   | 149       | 0         | 13    | 0     | 4        | 0        | 14         | 0          | 0     | 0     | 180      | 0        |
| AC Milan | 2021–22  | Serie A    | 32        | 0         | 4     | 0     | —        | —        | 3          | 0          | —     | —     | 39       | 0        |
| AC Milan | 2022–23  | Serie A    | 22        | 0         | 0     | 0     | —        | —        | 7          | 0          | —     | —     | 29       | 0        |
| AC Milan | 2023–24  | Serie A    | 29        | 0         | 1     | 0     | —        | —        | 12         | 0          | —     | —     | 42       | 0        |
| AC Milan | Összesen | Összesen   | 83        | 0         | 5     | 0     | 0        | 0        | 22         | 0          | 0     | 0     | 110      | 0        |
| Összesen | Összesen | Összesen   | 284       | 0         | 18    | 0     | 4        | 0        | 36         | 0          | 0     | 0     | 342      | 0        |

### A válogatottban
2025. január 19.-én frissítve.
| Nemzet        | Év       | Mérkőzés | Gól |
| ------------- | -------- | -------- | --- |
| Franciaország | 2019     | 0        | 0   |
| Franciaország | 2020     | 1        | 0   |
| Franciaország | 2021     | 0        | 0   |
| Franciaország | 2022     | 4        | 0   |
| Franciaország | 2023     | 8        | 0   |
| Franciaország | 2024     | 15       | 0   |
| Összesen      | Összesen | 28       | 0   |

## Sikerei, díjai

### Klub
- Lille II
  - National 3 – G csoport : 2015–16
- Lille OSC
  - Ligue 1: 2020–21
- AC Milan
  - Serie A: 2021–22
  - Olasz szuperkupa: 2024-2025

### Válogatott
- Franciaország
  - UEFA Nemzetek Ligája: 2020–21
  - FIFA világbajnokság második helyezett: 2022

### Egyéni
- UNFP – Az év kapusa: 2018-19[8]
- UNFP – A szezon csapatának tagja: 2018-19[8]
- Serie A – A szezon legjobb kapusa: 2021–22[18]
- Serie A – A szezon csapatának tagja: 2021–22,[19] 2022–23[20]
- UEFA – Az Európa-bajnokság csapata: 2024[21]